# Corrie de Bruin
Corrie de Bruin (Dordrecht, 26 oktober 1976) is een voormalige Nederlandse atlete, die was gespecialiseerd in het kogelstoten en discuswerpen. Zij werd als junior en neo-senior in beide disciplines eenmaal wereldkampioene en verscheidene malen Europees kampioene en kwam eenmaal voor haar land uit op de Olympische Spelen. Zij is sinds 1993 houdster van het Nederlandse record kogelstoten op buitenbanen. Op binnenbanen was zij vanaf 1995 tot en met 13 februari 2022 onafgebroken Nederlands recordhoudster.

## Biografie

### Beste Nederlandse kogelstootser
De Bruin vertegenwoordigde Nederland op de Olympische Spelen van 1996 in Atlanta, waar zij deelnam aan het discuswerpen. Met een beste worp van 55,48 m werd ze in de voorrondes uitgeschakeld.
Corrie de Bruin is de jongere zus van voormalig kogelstoter en discuswerper Erik de Bruin. Tussen 1994 en 1999 was zij onbetwist de beste kogelstootster van Nederland. Zij behaalde in die periode op dit nummer vijf outdoor- en zes indoortitels. Bovendien werd zij in 1995 en 1998 nationaal kampioene discuswerpen.

### Wereldkampioene bij de junioren
Reeds als juniore behaalde Corrie de Bruin vele internationale successen. Opvallend is, dat zij hier vooral met de discus furore maakte. Haar eerste gouden discusplak veroverde zij bij de EK voor junioren in 1993 in San Sebastian. In dit toernooi sleepte zij tevens bij het kogelstoten een bronzen medaille in de wacht. Een jaar later werd zij in Lissabon op het nummer discuswerpen bij de junioren zelfs wereldkampioene. In 1995 prolongeerde zij bij de EK voor junioren in Nyíregyháza haar discustitel en behaalde zij nu ook bij het kogelstoten de Europese jeugdtitel.

### Europees kampioene U23
In haar seniorentijd zette Corrie de Bruin haar internationale zegereeks voort. Bij de EK voor atleten onder 23 jaar in 1997 in Turku werd zij opnieuw kampioene bij het discuswerpen en behaalde zij bij het kogelstoten een zilveren plak. Een jaar later was het bij de EK Indoor in Valencia opnieuw raak; met de kogel veroverde zij andermaal een medaille, een bronzen ditmaal. Het was haar laatste aansprekende prestatie op internationaal niveau.

### Nationaal recordhoudster
Met een stoot van 18,87, geleverd op 18 juli 1998, is Corrie de Bruin de huidige nationale recordhoudster bij het kogelstoten. Haar beste indoorprestatie ligt zelfs nog tien centimeter verder: tijdens de eerder genoemde EK Indoor in Valencia kwam zij tot 18,97. Ook deze prestatie geldt als huidig nationaal record. Daarnaast staan alle nationale kogel- en discusrecords bij de junioren nog steeds op haar naam (peildatum december 2011).

## Kampioenschappen

### Internationale kampioenschappen
| Onderdeel    | Titel                       | Jaar       |
| ------------ | --------------------------- | ---------- |
| discuswerpen | wereldkampioene junioren    | 1994       |
| discuswerpen | Europees kampioene junioren | 1993, 1995 |
| discuswerpen | Europees kampioene U23      | 1997       |
| kogelstoten  | Europees kampioene junioren | 1995       |

### Nederlandse kampioenschappen
Outdoor
| Onderdeel    | Jaar                         |
| ------------ | ---------------------------- |
| kogelstoten  | 1994, 1995, 1996, 1997, 1998 |
| discuswerpen | 1995, 1998                   |

Indoor
| Onderdeel   | Jaar                               |
| ----------- | ---------------------------------- |
| kogelstoten | 1994, 1995, 1996, 1997, 1998, 1999 |

## Persoonlijke records
| Onderdeel          | Prestatie | Plaats    | Datum            | Extra                               |
| ------------------ | --------- | --------- | ---------------- | ----------------------------------- |
| kogelstoten        | 18,87 m   | Arnhem    | 18 juli 1998     | ex-NR                               |
| kogelstoten (ind.) | 18,97 m   | Valencia  | 28 februari 1998 | ex-NR                               |
| discuswerpen       | 63,88 m   | Groningen | 11 juli 1998     | Op een na beste Ned. prestatie ooit |

### Nederlandse records
Outdoor
| Onderdeel   | Prestatie | Datum            | Plaats   |
| ----------- | --------- | ---------------- | -------- |
| kogelstoten | 18,12 m   | 20 juni 1993     | Hengelo  |
|             | 18,15 m   | 19 juni 1994     | Arnhem   |
|             | 18,16 m   | 12 mei 1996      | Hoorn    |
|             | 18,31 m   | 1 september 1996 | Den Haag |
|             | 18,65 m   | 28 juni 1997     | Catania  |
|             | 18,69 m   | 30 mei 1998      | Arnhem   |
|             | 18,81 m   | 1 juni 1998      | Hengelo  |
|             | 18,87 m   | 18 juli 1998     | Arnhem   |

Indoor
| Onderdeel   | Prestatie | Datum            | Plaats   |
| ----------- | --------- | ---------------- | -------- |
| kogelstoten | 18,06 m   | 12 februari 1995 | Den Haag |
|             | 18,12 m   | 24 februari 1996 | Den Haag |
|             | 18,16 m   | 1 maart 1997     | Liévin   |
|             | 18,34 m   | 8 februari 1998  | Den Haag |
|             | 18,51 m   | 14 februari 1998 | Den Haag |
|             | 18,97 m   | 28 februari 1998 | Valencia |

## Onderscheidingen
- KNAU-jeugdatlete van het jaar (Fanny Blankers-Koen plaquette) - 1993, 1994, 1995
- KNAU-atlete van het jaar - 1997, 1998